# Beljevac
Beljevac (Servisch cyrillisch: Бељевац) is een plaats in de Servische gemeente Mladenovac. De plaats telt 160 inwoners (2002).